# Francisco Santos Calderón
Francisco Santos Calderón (Bogotá, 14 de octubre de 1961) es un periodista y político colombiano, que fue vicepresidente de Colombia entre 2002 y 2010. 
Fue elegido en 2002 como vicepresidente como fórmula de Álvaro Uribe Vélez y reelecto en el año 2006. En el 2010 se desempeñó como director de RCN Noticias de la mañana, en 2015, fue candidato a la Alcaldía Mayor de Bogotá por el Partido Centro Democrático, fue nombrado embajador de Colombia en Estados Unidos, cargo que ocupó desde el 6 de septiembre de 2018 hasta el 17 de enero de 2020.
Fue crítico del gobierno de  su primo, Juan Manuel Santos Calderón, especialmente del proceso y del Acuerdo de paz, que se llevó a cabo con las Fuerzas Armadas Revolucionarias de Colombia - Ejército del Pueblo (FARC-EP) en 2016. 
Ha sido señalado de vínculos con el paramilitarismo.

## Biografía

### Familia
Pertenece a la familia Santos, es el penúltimo de los siete hijos de Hernando Santos Castillo y Helena Calderón Nieto de Santos, familia de periodistas y políticos, antigua accionista mayoritaria de la Casa Editorial El Tiempo hasta 2007. Su tío abuelo, Eduardo Santos Montejo, fue presidente de Colombia entre 1938 y 1942. Está casado con María Victoria García y es padre de cuatro hijos, Benjamín, Gabriel, Carmen y Pedro. Francisco Santos es primo hermano doble del expresidente de Colombia Juan Manuel Santos Calderón.

### Estudios
Santos realizó sus estudios primarios y secundarios en el Colegio San Carlos en Bogotá, Colombia. Posteriormente viajó a Estados Unidos a estudiar en la Universidad de Kansas (1979-1981) y en la Universidad de Texas en Austin (1981-1984), donde se graduó con honores en licenciatura en español. Neiman Fellowship en Harvard, Medalla Paul Harris (1993) la mayor distinción del Club Rotatorio Internacional. Entre 1986 y 1989 enseñó Periodismo y Relaciones Internacionales en varias universidades colombianas, tales como la Universidad Central, la Universidad Javeriana y la Universidad Jorge Tadeo Lozano. Entre 1987 y 1988 fue Jefe de Redacción Nocturno y entre 1988 y 1989 Subjefe de Redacción de El Tiempo. En marzo del año 2000, partió de Colombia después de recibir múltiples amenazas de muerte por parte de las FARC-EP. Durante dos años vivió en Madrid, España, trabajando como Asistente de Dirección del diario El País. Orden de la Independencia de Santiago de Cali. Mención de Honor María Moors Cabot (2000) por sus servicios a la democracia y al periodismo libre recibió el premio de las Naciones Unidas por su liderazgo con la sociedad Civil.

### Secuestro
Siendo jefe de redacción de El Tiempo, simultáneamente publicaba cada domingo una columna de opinión donde expresaba su pensamiento sobre diversas problemáticas ciudadanas y en especial respecto al fenómeno del narcoterrorismo en Colombia. Fue secuestrado el 19 de septiembre de 1990 por el Cartel de Medellín , que pretendía presionar al gobierno para que suspendiera la extradición de narcotraficantes a Estados Unidos. Su conductor, Oromansio Ibáñez fue asesinado por los secuestradores. Santos, quien también era columnista de El Tiempo se caracterizaba en sus escritos por ser un contradictor de los narcotraficantes y apoyar la mano dura del gobierno en contra de ellos. Francisco Santos estuvo secuestrado durante ocho meses en Bogotá. Gracias a la intervención del sacerdote Rafael García Herreros, entre otras circunstancias, regresó a la libertad el 20 de mayo de 1991 y de inmediato reanudó la escritura de su columna periodística, con un escrito sobre el drama del secuestro, delito que por aquella época azotaba a Colombia. Tras su liberación, Santos escribe una columna Carta a un Secuestrado y ante la respuesta de personas en similares condiciones que no recibían asistencia alguna del estado constituyó la Fundación País Libre, con el propósito de luchar contra este crimen en Colombia y así mismo apoyar a las víctimas y a sus familias. La historia de este secuestro junto con el de otros periodistas colombianos, fue escrita por el premio Nobel de literatura colombiano, Gabriel García Márquez en el reportaje Noticia de un secuestro.

### Fundación País Libre
Dada la gran acogida de la gente a su columna sobre el secuestro, junto con su esposa María Victoria, crearon la primera organización no gubernamental contra el secuestro a nivel mundial, la  Fundación País Libre, el 28 de agosto de 1991,promoviendo el Estatuto Antisecuestro, la primera y única ley que en Colombia se ha creado gracias a la recolección de un millón de firmas y en 1993, herramienta pionera para la justicia colombiana en lo relacionado con miles de víctimas de secuestro perpetrado tanto por la delincuencia común, como por grupos guerrilleros y paramilitares. 

#### Marchas contra el Secuestro y Mandato por la paz
Ante el aumento del secuestro y convocados por la Fundación País Libre, entre noviembre y diciembre de 1996, un millón de colombianos marcharon por las calles de Bogotá, Medellín, Cali, Villavicencio y Valledupar bajo el lema "Por el país que queremos no más secuestros". en la que sería una de las movilizaciones sociales más grandes en el país. En 1997, País Libre, bajo el liderazgo de Francisco Santos, se unió a Unicef y Redepaz para promover el Mandato Ciudadano por la Paz, la Vida y la Libertad» En octubre de 1997, durante las elecciones para alcaldes y gobernadores, en una urna paralela diez millones de colombianos dijeron a través del voto, no a la guerra y sus atrocidades.  

#### Movimiento ¡No más!
Francisco Santos fue también uno de los inspiradores y creadores del Movimiento ¡NO MÁS!, que en junio de 1999 llevó a cabo una marcha en Cali, para protestar por el secuestro masivo en la Iglesia La María de Cali llevado a cabo por el grupo guerrillero Ejército de Liberación Nacional (ELN) y se realizaron marchas en otras veintiuna ciudades de Colombia.
En octubre de 1999, el movimiento ¡NO MÁS! convocó a la Primera Gran Marcha Nacional por la Paz, hasta ese momento la más importante movilización ciudadana que se había registrado en Colombia. Doce millones de personas manifestaron en todas las capitales del país, en cerca de setecientos municipios y en cincuenta y ocho ciudades del exterior para exigir a los grupos guerrilleros un cese al fuego, la negociación sin interrupción y la exclusión de los civiles del conflicto.
El 23 de enero de 2000, el movimiento ¡NO MÁS! realizó el Primer Apagón Nacional por la Paz. Ese domingo en la noche, según las electrificadoras, más de dieciocho millones de personas apagaron las luces de sus casas. Esta protesta se realizó contra el ELN y su estrategia de derribar torres eléctricas en el país.
Según denunció Francisco Santos, inteligencia de la CIA y de la Policía Nacional de Colombia, descubrieron un plan de las FARC-EP, liderado por alias 'Romaña', según las autoridades, estaba a la cabeza de este plan. Francisco Santos tuvo que exiliarse en marzo del año 2000 en España.

## Vicepresidente de Colombia (2002-2010)
Francisco Santos Calderón fue escogido como fórmula vicepresidencial por el candidato Álvaro Uribe Vélez, quien fue elegido en la primera vuelta electoral en mayo de 2002. El 28 de mayo de 2006 fueron reelegidos para un nuevo período, con el 62% de la votación.
La figura de la Vicepresidencia retornó constitucionalmente a Colombia en la Constitución de Colombia de 1991. Francisco Santos participó activa y permanentemente en el gobierno. Por encargo del presidente Álvaro Uribe, Santos Calderón tuvo a su cargo los temas de derechos humanos, lucha contra el secuestro, contra la corrupción, programas en bienestar de la juventud y lucha contra las minas antipersonal. Santos lideró además la iniciativa «Responsabilidad Compartida», dedicada a dar visibilidad internacional a los daños causados a la población y el medio ambiente por el negocio de la cocaína.
Ejecutó una intensa agenda internacional en el campo de Derechos Humanos y Derecho Internacional Humanitario. Santos Calderón actuó como defensor de la política de Seguridad Democrática del gobierno de Álvaro Uribe Vélez. En su vicepresidencia los indicadores en violencia, secuestros y asesinatos decrecieron  favorablemente.
Según declaraciones de Salvatore Mancuso, mientras Santos se desempeñaba como vicepresidente, solicitó la creación del Bloque Capital de las Autodefensas Unidas de Colombia, que fue fundado y financiado con dinero de corporaciones como Coca-Cola, Bavaria, Postobón y Ecopetrol.

## Post vicepresidencia

### Precandidato presidencial
Francisco Santos fue precandidato presidencial por el movimiento político Centro Democrático. Mediante una convención de dicho partido liderado por Álvaro Uribe Vélez, Santos no logró obtener dicho fin puesto que el vencedor fue Óscar Iván Zuluaga. Entre sus propuestas estuvo la federalización, la financiación total por parte del Estado de las campañas políticas, eliminar la circunscripción nacional para Senado, convertir al Consejo Nacional Electoral en un tribunal electoral entre otras. La precandidatura de Francisco Santos estuvo marcada por su oposición a los Diálogos de paz con las FARC-EP, mediante el uso de vallas publicitarias buscaba comparar al extinto narcotraficante Pablo Escobar con jefes de dicho grupo criminal; afirmó, además, que de ser elegido presidente de la República de Colombia acabaría inmediatamente con el proceso de paz que adelanta el presidente Juan Manuel Santos. Francisco se fue crítico del proceso y Acuerdo de paz del gobierno colombiano con las FARC-EP . 

### Candidato a la Alcaldía de Bogotá
En el año 2015 fue el Candidato del Partido Centro Democrático a la Alcaldía de Bogotá en las Elecciones Regionales 2015, en donde obtuvo 327.598 votos lo que corresponde al 12% del total de votos, y aunque no consiguió la alcaldía, si logró consolidar una bancada del Centro del Centro Democrático en el Concejo Distrital al lograr 6 concejales, convirtiéndose en la segunda fuerza política de Bogotá, y ser un aliado del alcalde Enrique Peñalosa, quien ha sido cercano a Álvaro Uribe Vélez, quien expreso su apoyo y el de sus bancadas en el Congreso y en el Consejo Distrital hacia Peñalosa.

### Embajador de Colombia en Estados Unidos
Fue nombrado embajador de Colombia en Estados Unidos, cargo que ocupó desde el 6 de septiembre de 2018 hasta el 17 de enero de 2020, por el gobierno de Iván Duque.

## Controversias

### Parapolítica
Francisco Santos es señalado de haberse reunido varias veces con Carlos Castaño; Freddy Rendón, alias el 'Alemán'; Rodrigo Tovar 'Jorge 40', y Salvatore Mancuso.
Entre los testimonios que lo señalan se encuentra el del excomandante paramilitar Salvatore Mancuso, quien dijo que Santos los había instado a conformar un bloque en que se contaría además con el apoyo de las Fuerzas Militares. Ese testimonio fue corroborado por alias ‘Don Berna’, Diego Fernando Murillo, quien en Justicia y Paz dijo que los señalamientos eran ciertos. 
En mayo de 2007, como vicepresidente, dijo en una entrevista en el canal RCN que consideraba que entre treinta y cuarenta parlamentarios más podrían ir a la cárcel por el escándalo conocido como la parapolítica. 
Durante su versión libre judicial, Salvatore Mancuso, exjefe desmovilizado paramilitar de las Autodefensas Unidas de Colombia  (AUC), afirmó que Santos le habría propuesto a Carlos Castaño crear el Bloque Capital de las AUC en Bogotá, y que se negó a comandarlo cuando Castaño le propuso hacerlo. Santos envió una carta al Fiscal general de la Nación pidiendo que lo investigue con motivo de las declaraciones de Mancuso.
Días antes, después de anunciarse que Mancuso declararía sobre las reuniones que sostuvo con diferentes políticos, el vicepresidente Santos afirmó que se reunió con paramilitares y también con guerrilleros como parte de sus responsabilidades en la Fundación País Libre en contra del secuestro, argumentando que su trayectoria ha sido la de denunciar a los grupos armados y que no tiene «rabo de paja». En agosto de 2008, la Fiscalía General de la Nación declaró no haber encontrado pruebas que vincularan a Santos con grupos paramilitares, por lo que la investigación fue cerrada. Sin embargo, en octubre de 2009 la Fiscalía General reabrió el proceso en contra de Santos.

### Plan Colombia
Santos aseguró que si el Tratado de Libre Comercio entre Colombia y Estados Unidos no era aprobado deberían revaluarse las relaciones con ese país, afirmaciones que fueron rechazadas por varios sectores y políticos, incluidos el presidente Álvaro Uribe Vélez y los parlamentarios de la bancada uribista.
 Las declaraciones de Santos Calderón, según explicó, eran con motivo  de evaluar las relaciones con los Estados Unidos, en cabeza del presidente Barack Obama y la cooperación entre los dos países.

### Ley 30
Francisco Santos intentó cuestionar al presidente Juan Manuel Santos, para lo que usó como blanco las marchas contra la reforma universitaria. Su propuesta polémica de utilizar armas no letales como las que a través de descargas eléctricas neutralizan a una persona para atajar los desmanes en las protestas estudiantiles fueron rechazadas por los medios, universitarios y la comunidad en general. Posteriormente se retractó públicamente de sus comentarios y ofreció disculpas.